# Euporie (měsíc)
Euporie (ew-por'-ə-ee, IPA: /jupɔrɨi/; řecky Ευπορία) nebo též Jupiter XXXIV, je přirozený satelit Jupiteru. Byl objeven v roce 2001 skupinou astronomů z Havajské univerzity vedených Scottem S. Sheppardem a dostal prozatímní označení S/2001 J 10, platné do srpna 2003, kdy byl definitivně pojmenován.

## Fyzika a skupina
Euporie má v průměru asi ~2 km, jeho průměrná vzdálenost od Jupiteru činí 19,088 Mm, oběhne jej každých 538,7 dnů, s inklinací 145° k ekliptice (145° k Jupiterovu rovníku) a excentricitou 0,2001. Euporie patří do rodiny Ananke.